# Telecable
Telecable es una marca de la empresa R, un operador regional de telecomunicaciones, filial de Euskaltel, que a su vez es una filial del Grupo MásMóvil. Ofrece servicios de telefonía fija, telefonía móvil, internet (fibra y 5G) y televisión (Agile TV). Telecable opera en Asturias.

## Historia
Telecable estaba formada inicialmente por Telecable de Oviedo, Telecable de Gijón y Telecable de Avilés, que se crearon en 1995. En octubre de 1997 ya habían obtenido los permisos municipales pertinentes en Gijón y comenzaron a dar servicio de televisión por cable, teléfono e Internet en esta área. En este punto inicial se partió con:
- 500 km de fibra óptica instalada (cables de 48 y 96 fibras)
- 1200 km de cable coaxial instalado
- 350.000 viviendas pasadas por la red

En enero de 1998, Telecable obtiene licencias para los municipios de Avilés, Castrillón y Corvera, aunque desde 1996 ya se puede ver en esos municipios. En octubre de 2002 estas tres empresas se unen bajo la denominación de Telecable de Asturias.
En diciembre de 2005, la compañía recibe autorización de la Comisión del Mercado de las Telecomunicaciones (CMT) para prestar servicios como operador móvil virtual, comercialización que en la práctica no resulta rentable por la situación de oligopolio en la telefonía móvil. Ante esta circunstancia, la CMT elaboró un proyecto para su regulación que en su fase final pasa por la aprobación de la Comisión Europea en 2006.
A mediados de 2006, HC Energía, el accionista mayoritario de la compañía matriz de Telecable, se desprende de sus acciones yendo a parar éstas al segundo accionista, la Caja de Ahorros de Asturias, que en adelante será el socio de referencia.
El 1 de marzo de 2007, la compañía firmó un acuerdo con Vodafone para ofrecer un servicio de telefonía móvil a sus clientes usando la red de antenas de esta última empresa.
La compañía también se encuentra interesada en asumir la red de fibra óptica del resto de ayuntamientos de las Cuencas Mineras que había sido asumida con anterioridad por el Gobierno del Principado de Asturias y encargada su construcción a Alcatel. La apertura hacia otros municipios de la región dependerá del interés y las facilidades mostrados por estos.
El 4 de junio de 2010, Telecable comenzó la emisión de Canal+ quitándole así el monopolio sobre Digital+.
En mayo de 2011, se comenzó a distribuir el nuevo descodificador HD de Telecable, siendo así la primera empresa de televisión por cable en difundir canales en alta definición.
El 1 de agosto de 2011, dejan de emitir la opción principal en analógico, comenzando por los canales MTV, Sol Música, Euronews, CNN,  Cartoon Network, Nickelodeon  y Andalucía Televisión, pasando a emitir exclusivamente en digital por TDT o descodificador.
A finales de 2011, el fondo de inversión estadounidense The Carlyle Group compra el 85% de Telecable de Asturias, S.A.U. (8% al grupo Editorial Prensa Ibérica y 77% a Liberbank), excluyendo de la operación los intereses de la empresa en Extremadura.

Desde el 4 de julio de 2012 cesó la emisión analógica de todos los canales a excepción de los canales generalistas y autonómico.
Desde la temporada 2012/2013 emite todas las jornadas uno o dos partidos de los equipos asturianos de Segunda División B en el canal "Futbol Asturiano", compartiendo derechos con TPA dando prioridad al Real Oviedo, seguido del Real Avilés y Caudal de Mieres en segundo lugar y en último lugar los del Real Sporting de Gijón B y el Marino de Luanco.
Desde diciembre de 2012 emite en exclusiva todos los partidos del Real Sporting de Gijón que no elige Canal+ 1 en el canal "+ Que Tele", aunque anteriormente había emitido dos en su canal de publicidad.
A finales de 2016, la compañía anunció que acababa de cerrar un acuerdo con Telefónica para que sus usuarios pudieran utilizar el 4G de la red de Movistar a partir de 2017, pasando así a utilizar la cobertura de Movistar en sustitución de la de Vodafone. Esta migración estaba prevista para junio/julio de 2017.
En 2017, Telecable se suma a la tendencia de aumentar los GB en sus tarifas de datos después de haber realizado también subidas en la cuota que pagan sus usuarios de 1 euro en febrero y hasta 3 euros en septiembre. Sus tarifas IN ahora desaparecen para dar paso a nuevas tarifas que siguen ofreciendo precios competitivos, e incluso con la tarifa más básica siendo más barata de lo que era anteriormente.
En octubre de 2017, se anunció que Euskaltel había llegado a un acuerdo con Zegona para comprarle su filial asturiana Telecable por un importe de 686 millones de euros, ampliable a 701 millones.
En 2019, tras la compra por Euskaltel de R (R Cable y Telecomunicaciones Galicia, S.A.U.) y de Telecable (Telecable de Asturias, S.A.U.), la primera se fusionó con la segunda mediante absorción, pasando a constituir una sociedad denominada R Cable y Telecable Telecomunicaciones, S.A.U.

## Servicios
Telecable usa para dar sus servicios una combinación de fibra óptica que forma una red principal y que da servicio a la mayores clientes y cable coaxial que es el que realmente llega a los domicilios o empresas de sus clientes.
La compañía dispone de más de 56.000 km de fibra óptica y 7000 amplificadores en toda la red.
Con la fibra óptica de Telecable, los clientes navegan con una conexión a internet con fibra óptica. También ofrece los servicios de telefonía fija y telefonía móvil.
Wifisfera es el servicio WiFi de Telecable. Los clientes de Telecable disfrutan gratis de Wifisfera para acceder a la mejor conexión a internet cuando estén fuera de casa.
Tedi es el servicio de televisión interactiva de Telecable con calidad de imagen 4K.
En 2021, tras la compra por parte de Euskaltel y de esta por el Grupo MásMóvil, el servicio de televisión de Telecable pasó a ser gestionado por Agile TV.
La empresa puede ofrecer estos servicios en las siguientes poblaciones: Oviedo, Gijón, Avilés, San Martín del Rey Aurelio, Castrillón, Corvera, Mieres, Langreo, Cudillero Grado, Pravia, Salas, Cornellana, Candás, Villaviciosa, Siero, Ribadesella, Cangas de Onís, Arriondas, Gozón, Llanes, Lugo de Llanera, Proaza, Santo Adriano, San Juan de la Arena y Navia.

## Equipos de Telecable
- Descodificador IPTV, Sagemcom BCM7252S (UHD)
- Descodificador IPTV, Zyxel 2120S (HD)
- Cablemódem HFC, Arris TG2492s (1Gb Max.)
- Cablemodem HFC, Technicolor TC7210 (600Mb Max.)
- Cablemódem HFC, Cisco EPC3925 (600Mb Max.)
- Cablemódem HFC, Thomson TWG870 (300Mb Max.)

Actualmente su DNS en Asturias: 212.89.0.31

## Resultados
Resultados obtenidos:
|                                   | 2004    | 2005    | 2006    | 2007    | 2008    | 2009    | 2010    |
| Resultado Neto                    | 0,4     | 1,4     | 2,6     | 8,0     | 8,3     | 11,7    | 17,5    |
| Facturación                       | 58,1    | 69,2    | 77,9    | 86,8    | 96,2    | 106,6   | 121,3   |
| Inversión acumulada               | 146,6   | 191,7   | 201,1   | 227,3   | 257,4   | 275,8   | 302,5   |
| Hogares                           | 100.804 | 113.914 | 121.383 | 131.935 | 142.249 | 150.043 | 156.000 |
| Número de servicios/cliente       | 100.804 | 113.914 | 121.383 | 131.935 | 142.249 | 150.043 | 156.000 |
| Datos en millones de € / Cantidad |         |         |         |         |         |         |         |